# Dadadahalli, Krishnarajanagara
Dadadahalli là một làng thuộc tehsil Krishnarajanagara, huyện Mysore, bang Karnataka, Ấn Độ.